# Plumergat
Plumergat (en bretó Pluvergad) és un municipi francès, situat a la regió de Bretanya, al departament de Morbihan. L'any 2006 tenia 3.143 habitants. A l'inici del curs 2007 el 7,2% dels alumnes del municipi eren matriculats a la primària bilingüe.

## Demografia
| 1962                                       | 1968  | 1975  | 1982  | 1990  | 1999  |  |
| ------------------------------------------ | ----- | ----- | ----- | ----- | ----- |  |
| 1.734                                      | 1.773 | 1.961 | 2.291 | 2.449 | 2.597 |  |
| Des de 1962: població sense dobles comptes |       |       |       |       |       |  |

## Administració
| Període | Identitat   | Partit |
| ------- | ----------- | ------ |
| 2001-   | Michel Jalu |        |